# Янг, Стелла
Стелла Джейн Янг (24 февраля 1982 — 6 декабря 2014) — австралийский комик, журналист и борец за права инвалидов.

## Ранние годы и образование
Янг родилась в 1982 году в Ставелле, штат Виктория на юго-востоке Австралии. Она родилась с диагнозом несовершенный остеогенез и большую часть жизни провела в инвалидном кресле. Уже в возрасте 14 лет она была активисткой в борьбе за права инвалидов, она проверила доступность основных уличных предприятий своего города для людей с ограниченными возможностями.
Она получила степень бакалавра искусств в области журналистики и связей с общественностью в Университете Дикина, Джелонг, а также диплом о высшем образовании в Мельбурнском университете. Окончив обучение в 2004 году, она некоторое время работала учительницей средней школы.

## Карьера
Янг работал редактором онлайн-журнала Ramp Up (Australian Broadcasting Corporation). Перед тем, как присоединиться к ABC, она преподавала общественные программы в Мельбурнском музее, а также провела 8 сезонов программы No Limits, посвященной культуре людей с ограниченными возможностями, на телеканале Channel 31.
В июле 2012 года Ramp Up опубликовал статью, в которой Янг разрушает стереотип о привычке общества превращать человека с ограниченными возможностями в то, что она называет «Вдохновляющим порно» (изображение людей с ограниченными возможностями, как источник вдохновения за счет инвалидности). Эта концепция получила дальнейшую популяризацию в её выступлении «Я не твое вдохновение, большое спасибо» на конференции TEDxSydney в апреле 2014.
Стелла эпизодически появлялась в нескольких комедийных шоу, в 2014 году она дебютировала в качестве сольной исполнительницы на Международном фестивале комедии в Мельбурне. Её шоу «Tales from the Crip» режиссёра Нелли Томас принесло ей победу в номинации лучшая участница фестиваля.
В штате Виктория он входила в правление консультативного совета при Департаменте общин, консультативного совета по вопросам инвалидности, службы защиты интересов молодежи и женщин с ограниченными возможностями.
В 2017 году Янг была посмертно внесена в список почетных женщин штата в знак признания её вклада в работу в качестве журналиста, комика, феминистки и борца за права инвалидов.

## Смерть
6 декабря 2014 года в возрасте 32 лет Стелла Янг скоропостижно скончалась в Мельбурне. Причиной смерти было подозрение на аневризму.